# Заложцевский поселковый совет
Заложцевский поселковый совет (укр. Залозецька селищна рада) — входит в состав
Зборовского района
Тернопольской области
Украины.
Административный центр поселкового совета находится в 
пгт Заложцы.

## История
- 1939 — дата образования.

## Населённые пункты совета
- пгт Заложцы